# 탑수스 전투
탑수스 전투는 로마 공화정 말기 율리우스 카이사르의 민중파와 공화정 원로원파 사이에 벌어진 내전의 중의 하나이다. 기원전 46년 4월 북아프리카 탑수스(현재의 튀니지)에서 벌어진 대규모 회전으로 카이사르파가 승리하였다.

## 전투전의 상황
기원전 48년 파르살루스 전투에서 카이사르에게 참패한 폼페이우스는 이집트에서 살해 당하였지만 나머지 장군들과 원로원파 의원들은 아프리카에 모여 카이사르에 대항하려고 힘을 모으고 있었다. 이들은 메텔루스 스키피오와 카토를 중심으로 폼페이우스의 두 아들, 그나이우스 폼페이우스와 섹스투스 폼페이우스, 티투스 라비에누스, 아프라니우스등 이었다. 누미디아의 왕 유바도 중요한 동맹군으로 모였다. 원로원파는 신속하게 대군을 편성하여 대략 10개 군단과 동맹 누미디아 4개 군단, 유명한 누미디아 기병 6,000명을 포함한 15,000명의 기병을 보유하게 되었다.
카이사르는 동방과 그리스에서 원정을 마치고 잠시 로마에 들렀다가 기원전 47년 12월말 아프리카에 상륙했다. 처음에 볓번의 소규모 전투를 치르기만하고 메텔루스 스키피오는 진영인 우티카에서 좀처럼 나오지 않으려 했으나 시칠리아에서 속속 카이사르의 증원병이 도착하자 드디어 결전에 나서기로 하였다.

## 전투
기원전 46년 4월 6일 (다른 사료에는 2월 6일) 양군은 탑수스에서 맞붙었다. 카이사르는 종래의 진형과는 전혀 다르게 기병을 가운데에 배치하고 보병과 갈리아 병사를 나누어 배치했다. 특히 가장 먼 왼쪽과 오른쪽에는 전투 코끼리전담부대를 배치했다. 이에 맞서는 메텔루스 스키피오는 정석대로 보병을 가운데에 배치하고 오른쪽과 왼쪽에 기병과 코끼리를 배치했다. 카이사르는 누미디아의 증원군이 도착하기 전에 빨리 승부를 결판지어야 했기 때문에 기병을 가운데에 배치 한 것이다.
카이사르의 양극단의 코끼리 부대는 적의 코끼리를 효과적으로 무력화하였고 성난 코끼리는 아군의 진형을 흐뜨려 놓았다. 라비에누스가 지휘하는 적의 기병도 카이사르 정예 보병과 중앙을 재빨리 돌파한 기병에 의해 포위되어 전멸했다. 전열이 무너지자 메텔루스의 보병도 흩어지고 달아나버렸다. 카이사르는 지체없이 적을 추격하는 한편 누미디아 증원군을 상대하러 진출했는데 누미디아군은 탑수스 전투의 승패가 갈리자 그만 모두 도망쳤고 누미디아왕인 유바는 이미 카이사르에게 기울어진 도시들이 피난을 거부하여 자살했다.

## 전투의 결과
이 전투로 누미디아는 멸망하고 말았고 메텔루스 스키피오는 전사했다. 티투스 라비에누스와 폼페이우스의 두 아들은 히스파니아로 도망쳤다. 우티카에 남아있던 마르쿠스 포르키우스 카토는 카이사르에게 항복하지 않기를 결심하고 장엄하게 자살했다. 카이사르는 이제 거의 모든 폼페이우스파를 제거하는 데 성공하고 로마 유일의 권력으로 한 걸음 더 다가가게 되었다.